# فريق الأشرار
فريق الأشرار مسلسل رسوم متحركة كندي من إنتاج شركة نيرد كوربس الترفيهية .تم عرضه لأول مره في 7 مارس 2009 واستمر عرضه حتى 25 أغسطس 2012 . تمت دبلجة المسلسل للعربية باللهجة المصرية وتم عرضه على قناة إم بي سي 3 .

## الأصوات العربية
- حلمي فودة
- محمود عامر - فروغغ
- هاني عبد الحي - ريد
- طارق إسماعيل - جينيرال، جين
- مصطفى البراء - سكولوساس (في إحدى الحلقات)
- سلمى صباحي
- نادر فؤاد
- محمد أبو السعود
- رامي الجندي

## روابط خارجية
- فريق الأشرار على موقع IMDb (الإنجليزية)
- فريق الأشرار على موقع ميتاكريتيك (الإنجليزية)
- فريق الأشرار على موقع روتن توميتوز (الإنجليزية)
- فريق الأشرار على موقع كينوبويسك (الروسية)
- فريق الأشرار على موقع ألو سيني (الفرنسية)
- فريق الأشرار على موقع قاعدة بيانات الفيلم (الإنجليزية)
- الموقع الرسمي
- Nerd Corps' League of Super Evil page